# 436 (tal)
436 är det naturliga heltal som följer 435 och följs av 437.

## Matematiska egenskaper
- 436 är ett jämnt tal.

## Inom vetenskapen
- 436 Patricia, en asteroid.